# Artjom Witaljewitsch Mamin
Artjom Witaljewitsch Mamin (russisch Артём Витальевич Мамин; * 25. Juli 1997 in Jekaterinburg) ist ein russischer Fußballspieler.

## Karriere

### Verein
Mamin begann seine Karriere bei Spartak Moskau. Im November 2015 stand er erstmals im Kader der zweiten Mannschaft Spartaks. Für diese debütierte er schließlich im April 2017 gegen die zweite Mannschaft von Zenit St. Petersburg in der zweitklassigen Perwenstwo FNL. Dies blieb in der Saison 2016/17 sein einziger Einsatz. Im Mai 2017/18 kam er gegen den FK Rostow zu seinem Debüt für die erste Mannschaft der Moskauer in der Premjer-Liga. Neben diesem einem Einsatz für die erste Mannschaft kam der Verteidiger in der Saison 2017/18 zu 35 Einsätzen für Spartak-2 in der Perwenstwo FNL. In der Saison 2018/19 spielte er 23 Mal für Spartak-2.
Im August 2019 wechselte Mamin zu Ural Jekaterinburg. In der Saison 2019/20 kam er zu einem Einsatz für Ural in der Premjer-Liga. Im August 2020 wurde er an den Zweitligisten FK Orenburg verliehen. Bis zum Ende der Leihe kam er zu 19 Zweitligaeinsätzen in Orenburg. Zur Saison 2021/22 wurde er an Tschaika Pestschanokopskoje weiterverliehen. Im Juli 2021 wurde der Zweitligist allerdings aufgrund von Spielmanipulationen in die dritte Liga versetzt. Daraufhin wurde die Leihe beendet und Mamin schloss sich leihweise Tom Tomsk an. Für Tom Tomsk kam er zu sieben Zweitligaeinsätzen, ehe er bereits im September 2021 nach Jekaterinburg zurückbeordert wurde.

### Nationalmannschaft
Mamin durchlief von der U-15 bis zur U-19 sämtliche russische Jugendnationalteams.

## Persönliches
Sein Bruder Alexei (* 1999) ist ebenfalls Fußballspieler.